# Ричея
Ричея (лат. Richea) — род вечнозелёных кустарников (иногда деревьев) семейства Вересковые, растущих на Тасмании, а также на юго-востоке Австралии. Число видов — десять; по другим данным — двенадцать.
Для ричеи, как и для родственного ей рода Змеелистник (Dracophyllum), характерны длинные узкие листья, что делает эти растения похожими на юкку (Yucca), алоэ (Aloe), панданус (Pandanus) и другие однодольные растения.
Некоторые виды используются в декоративном садоводстве.

## Название
Род Richea назван в честь Клода Антуана Гаспара Риша (фр. Claude Antoine Gaspard Riche; 1762—1797), французского ботаника и энтомолога, принимавшего участие во французской экспедиции в Австралию.
Ботаническое название Richea также встречается как синоним следующих родовых названий цветковых растений:
- Weihea Spreng. (1825) [syn.  Richea Kuntze (1891)] из семейства Ризофоровые[5].
- Craspedia G.Forst. (1786) [syn.  Richea Labill. (1798)] из семейства Астровые[6].

Род Ричея (Richea) не следует путать с родом Риччия (Riccia) из отдела Печёночные мхи (один из видов этого рода, Riccia fluitans — известное аквариумное растение).

## Распространение
Растения этого рода встречаются во влажных горных лесах Тасмании, а также на юго-западе острова; два вида встречаются на юго-востоке Австралии.

## Биологическое описание
Большинство представителей рода — кустарники, но иногда ствол может оставаться неразветвлённым в течение многих лет (например, у тасманийского вида Richea pandafolia). Высота взрослых растений составляется несколько метров (максимум — 15 м).
Листья ремневидные (длинные и узкие), с широким влагалищным основанием. Жилкование параллельное. Длина листьев весьма различна — от одного до ста сантиметров. Верхушки листьев жёсткие, заострённые. Края листьев нередко зазубренные.
Соцветия плотные, колосообразные, прямые, появляются на концах ветвей, возвышаясь над листвой. Цветки актиноморфные. Тычинок пять. Окраска цветков — белая, розовая, кремовая, желтоватая. Прицветники нередко окрашены в яркие цвета — жёлтый, оранжевый, пурпурный. Цветение ричий начинается в начале лета, некоторые виды цветут позже: например, Richea sprengelioides цветёт в ноябре-декабре.
Семена — с обильным эндоспермом; зародыш — прямой цилиндрический.

## Использование
Некоторые виды ричеи изредка выращивают как садовые растения, в первую очередь это относятся к ричее змеелистной и ричее панданолистной.
Агротехника
Желательно, чтобы почва для выращивания ричеи была кислой, богатой перегноем, хорошо дренированной, постоянно влажной, покрытой мульчой. Место для ричеи должно быть защищено от ветра и яркого солнца. Соцветия после завершения цветения следует удалять. Размножение — черенкам (летом) или семенами (осенью). Растения могут выдерживать незначительные отрицательные температуры.
Ричеи также достаточно хорошо растут в контейнерах.

## Классификация

### Таксономическое положение
Ранее род относили к семейству Эпакрисовые (Epacridaceae), но позже, по результатам генетических исследования, проводимых APG, этот род, как и другие эпакрисовые, был включён в семейство Вересковые.
Ричея является типовым родом трибы Ричеевые (Richeeae), которая относятся к подсемейству Стифелиевые (Styphelioideae). Помимо ричеи в эту трибу входят ещё два рода: Змеелистник, или Дракофиллум (Dracophyllum) и Сфенотома (Sphenotoma).
Таксономическая схема
| отдел Цветковые, или Покрытосеменные (классификация согласно Системе APG II) |                                                                              |                          |                          |                          |                              |                          |                          |                          | |                          |                          |                        | |                        |                        |                        | |                        |                        |  | |  |
|                                                                              | порядок Верескоцветные                                                       | порядок Верескоцветные   | порядок Верескоцветные   | порядок Верескоцветные   | порядок Верескоцветные       | порядок Верескоцветные   | порядок Верескоцветные   | порядок Верескоцветные   | порядок Верескоцветные                                                                                    | порядок Верескоцветные   | порядок Верескоцветные   | порядок Верескоцветные | порядок Верескоцветные | порядок Верескоцветные | порядок Верескоцветные | порядок Верескоцветные | порядок Верескоцветные                                                                               | порядок Верескоцветные | порядок Верескоцветные |  | ещё 44 порядка цветковых растений, из которых к верескоцветным наиболее близки Гераниецветные, Кизилоцветные, Кроссосомоцветные и Миртоцветные |  |
|                                                                              | семейство Вересковые                                                         | семейство Вересковые     | семейство Вересковые     | семейство Вересковые     | семейство Вересковые         | семейство Вересковые     | семейство Вересковые     | семейство Вересковые     | семейство Вересковые                                                                                      | семейство Вересковые     | семейство Вересковые     | семейство Вересковые   | семейство Вересковые | семейство Вересковые   | семейство Вересковые   |                        | ещё 25 семейств, в том числе Актинидиевые, Бальзаминовые, Первоцветные, Сапотовые, Чайные и Эбеновые |                        |                        |  | ещё 44 порядка цветковых растений, из которых к верескоцветным наиболее близки Гераниецветные, Кизилоцветные, Кроссосомоцветные и Миртоцветные |  |
|                                                                              | подсемейство Стифелиевые                                                     | подсемейство Стифелиевые | подсемейство Стифелиевые | подсемейство Стифелиевые | подсемейство Стифелиевые     | подсемейство Стифелиевые | подсемейство Стифелиевые | подсемейство Стифелиевые | подсемейство Стифелиевые                                                                                  | подсемейство Стифелиевые | подсемейство Стифелиевые |                        | ещё семь подсемейств, в том числе Вакциниевые (роды Вакциниум, Зеновия, Подбел и др.), Кассиопеевые (род Кассиопея), Эриковые (роды Вереск, Водяника, Рододендрон, Эрика и др.) |                        |                        |                        | ещё 25 семейств, в том числе Актинидиевые, Бальзаминовые, Первоцветные, Сапотовые, Чайные и Эбеновые |                        |                        |  | ещё 44 порядка цветковых растений, из которых к верескоцветным наиболее близки Гераниецветные, Кизилоцветные, Кроссосомоцветные и Миртоцветные |  |
|                                                                              | триба Ричеевые                                                               | триба Ричеевые           | триба Ричеевые           | триба Ричеевые           | триба Ричеевые               | триба Ричеевые           | триба Ричеевые           |                          | ещё шесть триб, в том числе Прионотесовые (роды Прионотес и Лебетантус) и Эпакрисовые (род Эпакрис и др.) |                          |                          |                        | ещё семь подсемейств, в том числе Вакциниевые (роды Вакциниум, Зеновия, Подбел и др.), Кассиопеевые (род Кассиопея), Эриковые (роды Вереск, Водяника, Рододендрон, Эрика и др.) |                        |                        |                        | ещё 25 семейств, в том числе Актинидиевые, Бальзаминовые, Первоцветные, Сапотовые, Чайные и Эбеновые |                        |                        |  | ещё 44 порядка цветковых растений, из которых к верескоцветным наиболее близки Гераниецветные, Кизилоцветные, Кроссосомоцветные и Миртоцветные |  |
|                                                                              | род Ричея                                                                    | род Ричея                | род Ричея                |                          | роды Змеелистник и Сфенотома |                          |                          |                          | ещё шесть триб, в том числе Прионотесовые (роды Прионотес и Лебетантус) и Эпакрисовые (род Эпакрис и др.) |                          |                          |                        | ещё семь подсемейств, в том числе Вакциниевые (роды Вакциниум, Зеновия, Подбел и др.), Кассиопеевые (род Кассиопея), Эриковые (роды Вереск, Водяника, Рододендрон, Эрика и др.) |                        |                        |                        | ещё 25 семейств, в том числе Актинидиевые, Бальзаминовые, Первоцветные, Сапотовые, Чайные и Эбеновые |                        |                        |  | ещё 44 порядка цветковых растений, из которых к верескоцветным наиболее близки Гераниецветные, Кизилоцветные, Кроссосомоцветные и Миртоцветные |  |
|                                                                              | 10—12 видов; наиболее известные: • Ричея змеелистная, • Ричея панданолистная |                          |                          |                          | роды Змеелистник и Сфенотома |                          |                          |                          | ещё шесть триб, в том числе Прионотесовые (роды Прионотес и Лебетантус) и Эпакрисовые (род Эпакрис и др.) |                          |                          |                        | ещё семь подсемейств, в том числе Вакциниевые (роды Вакциниум, Зеновия, Подбел и др.), Кассиопеевые (род Кассиопея), Эриковые (роды Вереск, Водяника, Рододендрон, Эрика и др.) |                        |                        |                        | ещё 25 семейств, в том числе Актинидиевые, Бальзаминовые, Первоцветные, Сапотовые, Чайные и Эбеновые |                        |                        |  | ещё 44 порядка цветковых растений, из которых к верескоцветным наиболее близки Гераниецветные, Кизилоцветные, Кроссосомоцветные и Миртоцветные |  |
|                                                                              |                                                                              |                          |                          |                          | роды Змеелистник и Сфенотома |                          |                          |                          | ещё шесть триб, в том числе Прионотесовые (роды Прионотес и Лебетантус) и Эпакрисовые (род Эпакрис и др.) |                          |                          |                        | ещё семь подсемейств, в том числе Вакциниевые (роды Вакциниум, Зеновия, Подбел и др.), Кассиопеевые (род Кассиопея), Эриковые (роды Вереск, Водяника, Рододендрон, Эрика и др.) |                        |                        |                        | ещё 25 семейств, в том числе Актинидиевые, Бальзаминовые, Первоцветные, Сапотовые, Чайные и Эбеновые |                        |                        |  | ещё 44 порядка цветковых растений, из которых к верескоцветным наиболее близки Гераниецветные, Кизилоцветные, Кроссосомоцветные и Миртоцветные |  |
|                                                                              |                                                                              |                          |                          |                          |                              |                          |                          |                          | ещё шесть триб, в том числе Прионотесовые (роды Прионотес и Лебетантус) и Эпакрисовые (род Эпакрис и др.) |                          |                          |                        | ещё семь подсемейств, в том числе Вакциниевые (роды Вакциниум, Зеновия, Подбел и др.), Кассиопеевые (род Кассиопея), Эриковые (роды Вереск, Водяника, Рододендрон, Эрика и др.) |                        |                        |                        | ещё 25 семейств, в том числе Актинидиевые, Бальзаминовые, Первоцветные, Сапотовые, Чайные и Эбеновые |                        |                        |  | ещё 44 порядка цветковых растений, из которых к верескоцветным наиболее близки Гераниецветные, Кизилоцветные, Кроссосомоцветные и Миртоцветные |  |
|                                                                              |                                                                              |                          |                          |                          |                              |                          |                          |                          | |                          |                          |                        | ещё семь подсемейств, в том числе Вакциниевые (роды Вакциниум, Зеновия, Подбел и др.), Кассиопеевые (род Кассиопея), Эриковые (роды Вереск, Водяника, Рододендрон, Эрика и др.) |                        |                        |                        | ещё 25 семейств, в том числе Актинидиевые, Бальзаминовые, Первоцветные, Сапотовые, Чайные и Эбеновые |                        |                        |  | ещё 44 порядка цветковых растений, из которых к верескоцветным наиболее близки Гераниецветные, Кизилоцветные, Кроссосомоцветные и Миртоцветные |  |
|                                                                              |                                                                              |                          |                          |                          |                              |                          |                          |                          | |                          |                          |                        | |                        |                        |                        | ещё 25 семейств, в том числе Актинидиевые, Бальзаминовые, Первоцветные, Сапотовые, Чайные и Эбеновые |                        |                        |  | ещё 44 порядка цветковых растений, из которых к верескоцветным наиболее близки Гераниецветные, Кизилоцветные, Кроссосомоцветные и Миртоцветные |  |
|                                                                              |                                                                              |                          |                          |                          |                              |                          |                          |                          | |                          |                          |                        | |                        |                        |                        | |                        |                        |  | ещё 44 порядка цветковых растений, из которых к верескоцветным наиболее близки Гераниецветные, Кизилоцветные, Кроссосомоцветные и Миртоцветные |  |
|                                                                              |                                                                              |                          |                          |                          |                              |                          |                          |                          | |                          |                          |                        | |                        |                        |                        | |                        |                        |  | |  |

### Виды
Общее число видов — двенадцать. Некоторые из них:
- Richea alpina Y.Menadue (2000) — Ричея альпийская. Недавно описанный тасманийский вид с относительно крупными листьями. Растёт в альпийском поясе.[2]
- Richea continentis B.L.Burtt (1941). Австралийский вид. Один из двух видов ричеи, встречающийся за пределами Тасмании.[2]
- Richea dracophylla R.Br. (1810) typus[8]

 — Ричея змеелистная. Вид, растущий на Тасмании. Кустарник высотой до 4,5 м с редкими ветвями. Листья лентовидные, длиной до 20 см. Цветки белые или розовые; прицветники пурпурные. Используется как декоративное растение.
- Richea gunnii Hook.f. (1847). Невысокое слабоветвящееся растение из Тасмании, встречающееся на сфагнумовых болотах, а также в альпийском поясе.[2]
- Richea pandanifolia Hook.f. (1844) — Ричея панданолистная; местные названия — giant grass tree («гигантское травяное дерево») и pandani. Тасманийский вид. Это самое высокое растение среди ричий — может достигать высоты 15 м. Ствол может оставаться неразветвлённым в течение многих лет; нижняя часть ствола бывает голой, а может быть скрыта свешивающимися отмершими листьями. Листья многочисленные, длиной до полутора метров, шириной до 3,5 см, с зазубренным краем; образуют корону на верхушке ствола. Цветки мелкие, белые, розовые или красные, с обильным нектаром. Используется как декоративное растение.[2][3] Видовой эпитет объясняется сходством растения с представителями рода однодольных растений Панданус (Pandanus) — деревьями с длинными мечевидными листьями, расположенными на концах ветвей.
  - Richea pandanifolia Hook.f. subsp. pandanifolia. Для типового подвида характерен единственный ствол и наличие висящих на стволе отмерших листье.[2]
  - Richea pandanifolia Hook.f. subsp. ramulosa Y.Menadue (2000). Для этого подвида, который вырастает в высоту не более 4 м, характерно разветвление ствола; ещё один признак подвида — опадение отмерших листьев.[2]
- Richea procera (F.Muell.) F.Muell. (1868) — Ричея стройная. Один из мелколистных тасманийских видов ричеи. Цветки жёлтые. Растёт в альпийском поясе.[2]
- Richea scoparia Hook.f. (1847) — Ричея метельчатая. Кустарник высотой до полутора метров, иногда небольшое дерево. Очень редкое растение, встречающееся в горах Тасмании — например, на горе Веллингтон. Цветки розоватые или оранжевые.[9] Видовой эпитет образован от латинского слова scopa («метла»).
- Richea sprengelioides (R.Br.) F.Muell. (1868). Тасманийский вид высотой до 1 м с жёлтыми цветками, цветёт в ноябре-декабре; широко распространён в горах.[2]
- Richea victoriana Y.Menadue (1995). Австралийский вид. Один из двух видов ричеи, встречающийся за пределами Тасмании.[2]